# 옷코는 초등학생 사장님!
《옷코는 초등학생 사장님!》(일본어: 若おかみは小学生!)은 2018년에 공개된 일본의 판타지 애니메이션 영화이다. 레이조 히로코의 아동문학 시리즈인 《여주인님은 초등학생!》을 원작으로 한다. 코사카 키타로가 감독을, 요시다 레이코가 각본을 맡았다. 일본에서는 2018년 9월 21일에, 프랑스에서는 2018년 9월 12일에, 대한민국에서는 2019년 2월 27일에 개봉되었다.

## 출연진
- 코바야시 세이란 - 세키 오리코 (옷코) 목소리 역
- 미즈키 나나 - 마츠키 아키노 목소리 역
- 마츠다 사츠미 - 우리보 목소리 역
- 엔도 리나 - 미요 목소리 역
- 코자쿠라 에츠코 - 스즈키 목소리 역
- 이치류사이 테이유 - 에츠코 타지마 목소리 역
- 오리카사 후미코 - 키세 토라코 역
- 테라소마 마사키 - 코상 역